# Каталін Тушак
Каталін Тушак (угор. Tuschák Katalin, нар. 13 червня 1959) — угорська фехтувальниця на рапірах, бронзова призерка Олімпійських ігор 1988 року, чемпіонка світу.

## Виступи на Олімпіадах
| Олімпіада | Дисципліна      | Місце |
| --------- | --------------- | ----- |
| Сеул 1988 | командна рапіра | 3     |